# Haytagh
Haytagh là một đô thị thuộc tỉnh Armavir, Armenia. Dân số ước tính năm 2011 là 3158 người.